# Édouard Antonin Tardieu
Pour les articles homonymes, voir Tardieu.
Édouard Antonin Tardieu, né à Corail (Haïti) en 1913 et mort à Port-au-Prince en 2001, est un journaliste, écrivain, libraire et éducateur haïtien. Il est l'auteur des paroles du chant patriotique chanté notamment en l'honneur du drapeau national dans les écoles, « Fière Haïti » connu également sous le titre de « L'Hymne à la jeunesse ».

## Biographie
- Il est le pionnier des caisses populaires en Haïti après en avoir vu l'utilité au Canada.
- Il est le fondateur de la librairie L'Action Sociale.
- Il est un éducateur réputé et célèbre auteur de la chanson patriotique Fière Haïti[3]
- Il a eu dix enfants, dont Gérard-Marie Tardieu, président des Scouts d'Haïti pendant de nombreuses années et membre de l'Académie du créole haïtien. Un autre de ses fils, Charles Tardieu, fut Ministre de l'Éducation en 1990.

## Œuvres

### Hymne
- Fière Haïti ou Hymne à la jeunesse[4].

### Livres
- Le problème des salaires d'après le marxisme et d'après la doctrine de l'Église[5] (1946)
- La Constitution qu'il nous faudrait[6] (1986)

### Chanson
Fière Haïti, connue aussi sous le nom de « Hymne à la Jeunesse », écrit en 1937 à la suite d'un concours du Ministère de l'Éducation, et dont la musique fut composée par Desaix Baptiste. Depuis 1938 ce chant patriotique est chanté tous les 18 mai, lors de la fête du drapeau d'Haïti. Il est également chanté lors de la levée des drapeaux, notamment dans les écoles.